# James Kok
James Kok (* 26. Januar 1902 in Czernowitz, Österreich-Ungarn als Arthur Kok; † 18. Oktober 1976 in Berlin) war ein rumänischer Musiker - Klarinette, Altsaxophon, Geige - und Leiter eines Tanzorchesters.

## Leben und Wirken
Der Vater, ein Anwalt, gab dem Sohn Arthur (später „James“) Kok den ersten Geigenunterricht. Am Prager Konservatorium studierte er Geige, Saxophon, Klarinette, Klavier und Arrangement. Um dem Wehrdienst in seiner Heimat zu entgehen, zog Kok 1923 nach Berlin, wo er seine erste eigene Kapelle gründete. In den Folgejahren gastierte das Tanzorchester in ganz Deutschland. Während eines Gastspieles im Hamburger Trocadero im März 1933 entstanden erste Probeaufnahmen, die zu einem Exklusivvertrag für die Deutsche Grammophon Gesellschaft führten (September 1933 bis April 1935). In dieser Zeit war das Orchester, dem zeitweise auch Kurt Wege angehörte, fast durchgängig im Moka Efti in Berlin engagiert.
Zum 1. Mai 1935 entzog ihm die Reichsmusikkammer die Arbeitserlaubnis, denn Kok war wiederholt durch regimekritische Äußerungen, unangepasstes Hotspiel und Unklarheiten bei seinem „Arier-Nachweis“ aufgefallen. Das Stammorchester, nun ohne Kok, spielte die zunächst in einem Berliner Vorort; die Musiker wählten Erhard Bauschke zum neuen Orchesterleiter. Zur Sommersaison 1935 trat das neue Orchester auf Rügen – nunmehr mit einer „rein arischen Besetzung“ – auf.
James Kok stellte in der Schweiz ein neues, eigenes Orchester zusammen und spielte bis Ende August 1935 in Zürich. Da seine Arbeits- und Aufenthaltsgenehmigung nicht verlängert wurde, kehrte er nach Rumänien zurück, wo er 1936 erneut ein Tanzorchester gründete. Dieses Orchester bereiste Rumänien, spielte für den dortigen Rundfunk (1938) und unternahm Auslandstourneen in die Schweiz (1938) und in die Niederlande (1939). Während des Krieges ließ er sich in Genf nieder, wo er aus Emigranten eine weitere Kapelle zusammenstellte.
Als nach Kriegsende die Musiker in ihre Heimatländer zurückkehrten, musste Kok sein Orchester endgültig auflösen. Der gesundheitlich angeschlagene Kok verbrachte einige Jahre bei Verwandten in den USA; er kehrte 1969 nach Berlin zurück, wo er wenige Jahre später verstarb. Neben konzertanten Stücken bestand sein Repertoire aus Schlagermelodien und flotten Tanztiteln. Klassisch ausgebildet war er kein herausragender Solist. Dennoch gilt er als einer der besten Vertreter des Hotstils im Berlin der 1930er Jahre; sein Orchester, für das er eigene Arrangements schrieb, orientierte sich an den Vorbildern von Jimmie Lunceford und des Casa Loma Orchestra.

## Diskographien
- Horst H. Lange: Die deutsche „78er“ Discographie der Hot-Dance- und Jazz-Musik 1903-1958 – Berlin: Panther 1992, 3. Aufl. (1061 S.). – ISBN 3-929357-00-3. – (enthält eine Auflistung der Swingtitel mit Besetzungsangaben, S. 571–572)
- Rainer E. Lotz: Discographie der deutschen Tanzmusik, Band 1. - Bonn: Birgit Lotz Verlag, 1993 (vii, S. 1–278). - ISBN 3-9802656-4-1 / ISBN 978-3-9802656-4-5 (enthält eine Auflistung aller Schallplatten des James Kok, S. 261–276)
- Rainer E. Lotz: Deutsche Hot-Discographie. Cake Walk, Ragtime, Hot Dance & Jazz – ein Handbuch. – Bonn: Birgit Lotz Verlag, 2006 (vii, S. 1–468) – mit CD-ROM – ISBN 3-9810248-1-8 – (enthält eine Auflistung aller Swingtitel mit Angabe der Soloabfolge, S. 122)

## Ausgewählte Schallplatten
- Orient-Express - Foxtrot-Instrumental-Groteske – Grammophon 10050 – Berlin 13. September 1933
- Und jetzt das Neueste-Schlagerpotpourri 1. und 2. Teil – Grammophon 10118 – Berlin 4. Dezember 1933
- James Kok’s fliegender Hamburger-F / Avalon-F – Grammophon 10175 – Berlin 22. Januar 1934
- On the Alamo-F / Tiger Rag-F – Grammophon 47000 – Berlin 16. Januar 1935
- Jazz no crazy-F / White Jazz-F – Grammophon 47003 – Berlin 10./26. April 1935